# TacSat-3
TacSat-3는 미국의 전술 정찰위성이다.

## 역사

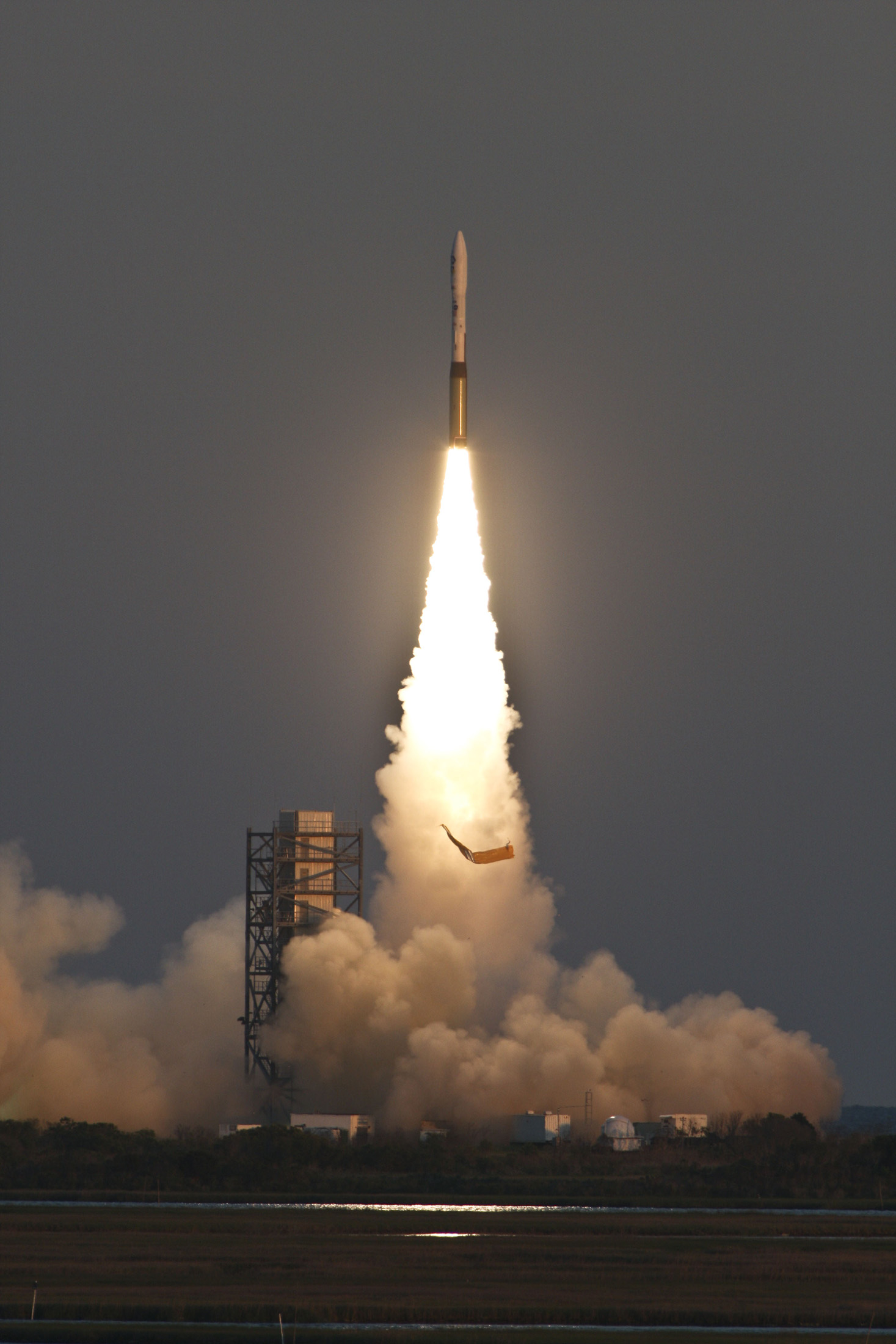
TacSat-3 발사장면

2009년 5월 19일 미노타우르 1호에 실려 발사되었다. 미노타우르 1호는 현재 미국 유일의 지상배치 ICBM인 미니트맨 미사일을 인공위성 발사용 우주 발사체로 개조한 것이다.
TacSat-3는 9,000만 달러(1,000억원) 가격에 4 m 해상도를 가졌으며, 전술 목표물을 탐지하고 식별할 수 있다. 1년간 실험기간 1년 동안 2100장 이상의 정찰사진을 촬영했다. 2010년 6월 미국 공군에 풀타임 작전용 자산으로 인계되었다. 미국 공군 최초의 초분광 영상(en:Hyperspectral imaging) 정찰위성이다. 작전 현장 지휘관의 머리 위로 인공위성이 지나고 10분 안에 현장의 정찰사진을 제공한다. 현장 지휘관은 AN/PRC-117F 무전기로 정찰위성과 직접 교신해 정찰사진을 UHF 주파수로 다운받을 수 있다.
TacSat-3는 2012년 2월 15일 임무를 종료했다. 2012년 4월 30일 대기권에 재진입해 연소되었다.